# Los Angeles Rams 2021
La stagione 2021 dei Los Angeles Rams è stata la 84ª della franchigia nella National Football League, la 54ª nell'area metropolitana di Los Angeles e la quinta con Sean McVay come capo-allenatore. È stata la prima stagione dei Rams dal 2015 senza il quarterback Jared Goff nel roster, scambiato con i Detroit Lions per Matthew Stafford.
I Rams migliorarono il loro bilancio di 10-6 della stagione precedente con una vittoria sui Minnesota Vikings nella settimana 16, centrando nella stesso turno la seconda qualificazione ai playoff consecutiva. Malgrado una sconfitta ai tempi supplementari contro i San Francisco 49ers nell'ultimo turno, il club vinse la sua division per la prima volta dal 2018. Nei playoff i Rams batterono gli Arizona Cardinals nel turno delle wild card e i Tampa Bay Buccaneers campioni in carica per 30–27 nel divisional round. Nella finale della NFC affrontarono i rivali di division dei 49ers, vincendo la partita per 20-17 e qualificandosi per Super Bowl LVI giocato al SoFi Stadium, lo stadio di casa. Nella finalissima batterono i Cincinnati Bengals per 23-20, conquistando il primo Super Bowl dal 1999 e il primo assoluto con sede a Los Angeles. MVP della partita fu il wide receiver Cooper Kupp che ricevette 8 passaggi per 92 yard e 2 touchdown.

## Scelte nel Draft 2021
| Scelte dei Rams nel Draft 2021 |        |                  |       |                    |
| Giro                           | Scelta | Giocatore        | Ruolo | College            |
| 2                              | 57     | Tutu Atwell      | WR    | Louisville         |
| 3                              | 103    | Ernest Jones     | LB    | South Carolina     |
| 4                              | 117    | Bobby Brown III  | DT    | Texas A&M          |
| 4                              | 130    | Robert Rochell   | CB    | Central Arkansas   |
| 4                              | 141    | Jacob Harris     | WR    | UCF                |
| 5                              | 174    | Earnest Brown IV | DE    | Northwestern       |
| 7                              | 233    | Jake Funk        | RB    | Maryland           |
| 7                              | 249    | Ben Skowronek    | WR    | Notre Dame         |
| 7                              | 252    | Chris Garrett    | LB    | Concordia–St. Paul |

## Roster
| Roster dei Los Angeles Rams nel 2021 |
| --- |
| Quarterback - 16 Bryce Perkins - 9 Matthew Stafford - 13 John Wolford Running Back - 23 Cam Akers - 34 Jake Funk - 38 Buddy Howell - 25 Sony Michel Wide Receiver - 3 Odell Beckham Jr. - 12 Van Jefferson - 10 Cooper Kupp - 19 Brandon Powell - 18 Ben Skowronek Tight End - 86 Kendall Blanton - 89 Tyler Higbee - 88 Brycen Hopkins Offensive Linemen - 55 Brian Allen C - 72 Tremayne Anchrum G - 63 Austin Corbett G - 73 David Edwards G - 71 Bobby Evans T - 79 Rob Havenstein T - 68 Alaric Jackson T - 70 Joseph Noteboom T - 65 Coleman Shelton C - 77 Andrew Whitworth T Defensive Linemen - 95 Bobby Brown III NT - 93 Marquise Copeland DT - 99 Aaron Donald DT - 91 Greg Gaines NT - 96 Michael Hoecht DT - 94 A'Shawn Robinson DE Linebacker - 54 Leonard Floyd OLB - 48 Chris Garrett OLB - 58 Justin Hollins OLB - 32 Travin Howard ILB - 50 Ernest Jones ILB - 52 Terrell Lewis OLB - 40 Von Miller OLB - 45 Ogbonnia Okoronkwo OLB - 51 Troy Reeder ILB - 56 Christian Rozeboom ILB Defensive Back - 26 Terrell Burgess FS - 21 Donte Deayon CB - 43 Jake Gervase FS - 46 Grant Haley CB - 22 David Long CB - 5 Jalen Ramsey CB - 24 Taylor Rapp FS - 33 Nick Scott SS - 11 Darious Williams CB Special Team - 8 Matt Gay K - 6 Johnny Hekker P - 42 Matthew Orzech LS Lista delle riserve - 15 Tutu Atwell WR (IR) - 30 Raymond Calais RB (IR) - 64 Jamil Demby G (IR) - 4 Jordan Fuller SS (IR) - 87 Jacob Harris WR (IR) - 27 Darrell Henderson RB (IR-DRF) - -- Drake Jackson C (Futures) - -- Xavier Jones RB (IR) - 69 Sebastian Joseph-Day NT (IR-DRF) - 82 Johnny Mundt TE (IR) - 31 Robert Rochell CB (IR-DRF) - 2 Robert Woods WR (IR) Squadra di allenamento - 84 Landen Akers WR - 67 Chandler Brewer T - 39 Antoine Brooks SS - 90 Earnest Brown IV DE - 36 Blake Countess SS - 37 Tyler Hall CB - 14 Javian Hawkins RB - 57 Anthony Hines III ILB - 83 Warren Jackson WR - 60 Jeremiah Kolone G - 17 J.J. Koski WR - 53 Justin Lawler OLB - 47 Kyle Markway TE - 41 Sharrod Neasman FS (Practice squad/Injured) - 35 Kareem Orr CB - 66 Max Pircher G - 20 Eric Weddle FS - 92 Jonah Williams DE Roster aggiornato al 30 gennaio 2022 53 attivi, 12 inattivi, 16 nella squadra di allenamento |
| Legenda - I rookie sono in corsivo. - Il primo ruolo è il principale mentre gli eventuali successivi indicano i ruoli secondari. - (IR) sta per Injured Reserve ed indica la lista ristretta per un solo giocatore infortunato che può tornare ad allenarsi dopo la settimana 6 e a rientrare in prima squadra dopo che questa ha giocato 8 partite. - (NF-Inj.) / (NF-Ill.) stanno rispettivamente per Non-Football Injured e Non-Football Illness ed indicano le liste dove viene inserito un giocatore che ha un infortunio o una malattia non dipendente dal football americano. - (PUP) sta per Physically Unable to Perform ed indica la lista dove viene inserito un giocatore mentre è in attesa di recuperare la condizione fisica. Nella stagione regolare dopo la sesta partita giocata dalla propria squadra, il giocatore ha tempo tre settimane per riprendere ad allenarsi, più tre settimane aggiuntive dal suo rientro agli allenamenti per rientrare in prima squadra. |

## Calendario

### Stagione regolare
| Stagione regolare |                    |                        |                    |                    |                    |                    |
| Turno             | Data               | Avversario             | Risultato          | Record             | Stadio             | Sintesi            |
| 1                 | 12 settembre       | Chicago Bears          | V 34–14            | 1–0                | SoFi Stadium       | Recap              |
| 2                 | 19 settembre       | at Indianapolis Colts  | V 27–24            | 2–0                | Lucas Oil Stadium  | Recap              |
| 3                 | 26 settembre       | Tampa Bay Buccaneers   | V 34–24            | 3–0                | SoFi Stadium       | Recap              |
| 4                 | 3 ottobre          | Arizona Cardinals      | S 20–37            | 3–1                | SoFi Stadium       | Recap              |
| 5                 | 7 ottobre          | at Seattle Seahawks    | V 26–17            | 4–1                | Lumen Field        | Recap              |
| 6                 | 17 ottobre         | at New York Giants     | V 38–11            | 5–1                | MetLife Stadium    | Recap              |
| 7                 | 24 ottobre         | Detroit Lions          | V 28–19            | 6–1                | SoFi Stadium       | Recap              |
| 8                 | 31 ottobre         | at Houston Texans      | V 38–22            | 7–1                | NRG Stadium        | Recap              |
| 9                 | 7 novembre         | Tennessee Titans       | S 16–28            | 7–2                | SoFi Stadium       | Recap              |
| 10                | 15 novembre        | at San Francisco 49ers | S 10–31            | 7–3                | Levi's Stadium     | Recap              |
| 11                | Settimana di pausa | Settimana di pausa     | Settimana di pausa | Settimana di pausa | Settimana di pausa | Settimana di pausa |
| 12                | 28 novembre        | at Green Bay Packers   | S 28–36            | 7–4                | Lambeau Field      | Recap              |
| 13                | 5 dicembre         | Jacksonville Jaguars   | V 37–7             | 8–4                | SoFi Stadium       | Recap              |
| 14                | 13 dicembre        | at Arizona Cardinals   | V 30–23            | 9–4                | State Farm Stadium | Recap              |
| 15                | 21 dicembre        | Seattle Seahawks       | V 20–10            | 10–4               | SoFi Stadium       | Recap              |
| 16                | 26 dicembre        | at Minnesota Vikings   | V 30–23            | 11–4               | U.S. Bank Stadium  | Recap              |
| 17                | 2 gennaio          | at Baltimore Ravens    | V 20–19            | 12–4               | M&T Bank Stadium   | Recap              |
| 18                | 9 gennaio          | San Francisco 49ers    | S 24–27 (dts)      | 12–5               | SoFi Stadium       | Recap              |

Note: gli avversari della propria division sono in grassetto.

### Playoff
| Playoff          |             |                             |           |        |                       |         |
| Turno            | Data        | Avversario (seed)           | Risultato | Record | Stadio                | Sintesi |
| Wild Card        | 17 gennaio  | Arizona Cardinals (5)       | V 34–11   | 1–0    | SoFi Stadium          | Recap   |
| Divisional       | 23 gennaio  | at Tampa Bay Buccaneers (2) | V 30–27   | 2–0    | Raymond James Stadium | Recap   |
| NFC Championship | 30 gennaio  | San Francisco 49ers (6)     | V 20–17   | 3–0    | SoFi Stadium          | Recap   |
| Super Bowl LVI   | 13 febbraio | Cincinnati Bengals (A4)     | V 23–20   | 4–0    | SoFi Stadium          | Recap   |

## Premi
- Cooper Kupp

giocatore offensivo dell'anno
MVP del Super Bowl

### Premi settimanali e mensili
- Matthew Stafford

giocatore offensivo della NFC della settimana 1
giocatore offensivo della NFC della settimana 3
- Cooper Kupp

giocatore offensivo della NFC del mese di settembre
giocatore offensivo della NFC del mese di ottobre
- Taylor Rapp

difensore della NFC della settimana 6
- Aaron Donald

difensore della NFC della settimana 14
difensore della NFC del mese di dicembre
- Brandon Powell

giocatore degli special team della NFC della settimana